# بازار مشترک کشورهای آمریکای جنوبی

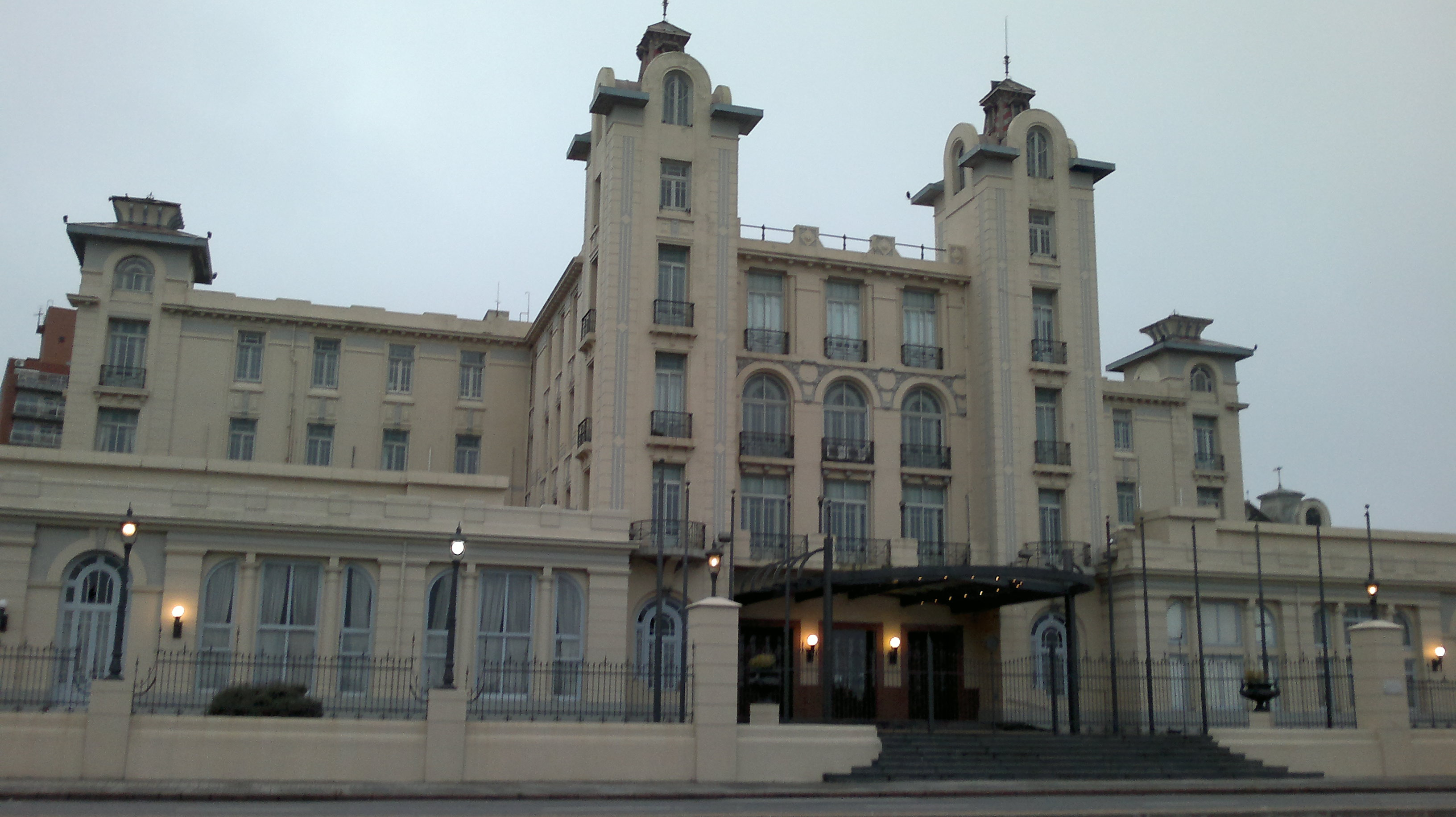
دفتر مرکزی مرکوسور در مونته ویدئو، پایتخت اروگوئه

کشورهای عضو، ۳۱ ژوئیه ۲۰۱۲

بازار مشترک کشورهای آمریکای جنوبی (مرکوسور) (Mercado Común del Sur) تعدادی از کشورهای آمریکای لاتین را در بر می‌گیرد. مرکوسور در ماه مارس ۱۹۹۱ با امضای پیمان آسونسیون در پایتخت پاراگوئه میان کشورهای جمهوری فدرال برزیل، جمهوری آرژانتین، جمهوری پاراگوئه، ونزوئلا و جمهوری اروگوئه پایه‌گذاری شد.
در حال حاضر مرکوسور شش عضو اصلی دارد که آخرین آن ونزوئلاست که در سال ۲۰۰۵ به عضویت کامل سازمان پذیرفته شده‌است، امری که پس از یک دهه تلاش و فعالیت برای این کشور حاصل آمد. این منطقهٔ تجارت آزاد را می‌توان بخش عمده و اصلی آمریکای جنوبی به ویژه در زمینه اقتصادی بشمار آورد.
هدف مرکوسور آسان سازی بازرگانی و همچنین تسهیل جریان کالا، پول و افراد میاد کشورهای عضو است. مرکوسور و «جامعه کشورهای حاشیه آند» دو اتحادیه گمرکی هستند که در واقع بخشی از فرایند تداوم یکپارچه سازی کشورهای آمریکای جنوبی به‌شمار می‌روند.

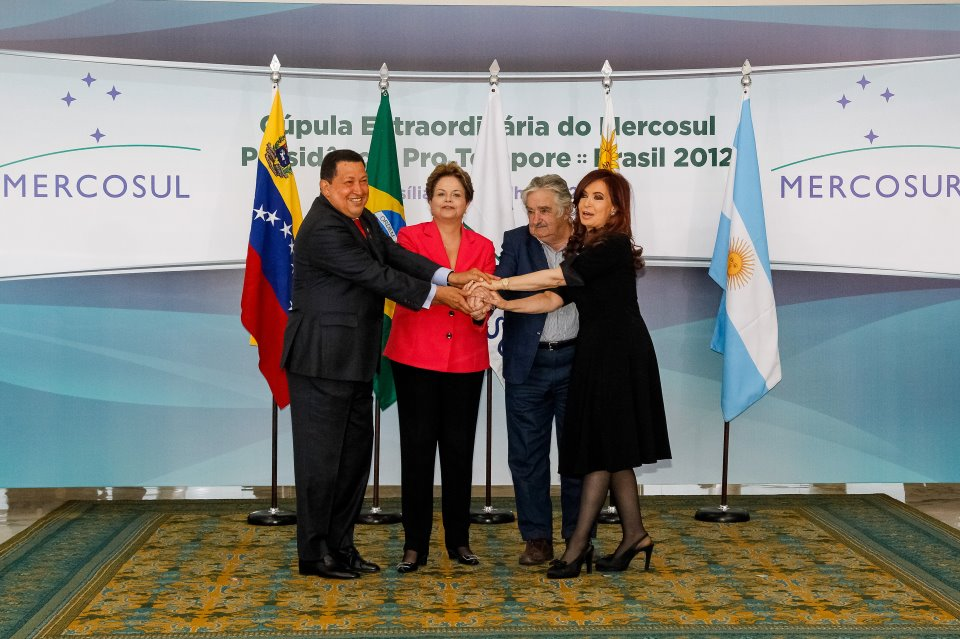
روسای جمهور برزیل، آرژانتین، ونزوئلاو اروگوئه در برازیلیا

## ساختار مرکوسور
مرکوسور در جهت پیگیری اهداف کلان خود که رسیدن به همگرایی اقتصادی، اجتماعی و سیاسی کامل در قاره آمریکای جنوبی است نهادها و کمیسیون‌های گوناگونی را به وجود آورده‌است. این نهادها شامل گزینه‌های زیر است:
- شورای بازار مشترک
- گروه بازار مشترک
- کمیسیون مشترک پارلمانی
- نهاد مشورتی اقتصادی و اجتماعی
- دبیرخانه اداری

### شورای بازار مشترک
این شورا بالاترین رکن مرکوسور و مسئول پیشبرد روند یکپارچگی و اتخاذ تصمیم‌هایی به منظور رسیدن به اهداف پیمان آسونسیون است.

### گروه بازار مشترک
نهاد اجرایی مرکوسور است و مسئول اجرای اقدام‌هایی واقعی برای سرعت بخشیدن به روند یکپارچگی است.

### کمیسیون بازرگانی
این کمیسیون صلاحیت اجرای سیاست مشترک بازرگانی را دارد و به‌طور ویژه مسئول نظارت بر عملیات تعرفه‌های خارجی است و برای رفع اختلافات بازرگانی میان کشورهای عضو به پروتکل برازیلیا رجوع می‌کند.

### کمیسیون مشترک پارلمانی
این کمیسیون از نمایندگان پارلمان‌های کشورهای عضو مرکوسور تشکیل شده‌است و برای اجرای تصمیم‌های گرفته شده از سوی مرکوسور که شامل هماهنگی قانون گزاری کشورهاست، مسئول سرعت بخشیدن به شیوه‌های ملی داخلی است و هماهنگی در داخل کشورها را انجام می‌دهد.

### نهاد مشورتی اقتصادی و اجتماعی
این نهاد از نمایندگان جامع بازرگانی و اتحادیه‌های کارگری در کشورهای عضو تشکیل شده‌است و در ارتباط با مرکوسور نقش مشورتی دارد.

### دبیرخانه اداری
دبیرخانه زیر نظر دبیرکل مرکوسور اداره می‌شود و به‌طور مستقیم با گروه بازار مشترک فعالیت می‌کند

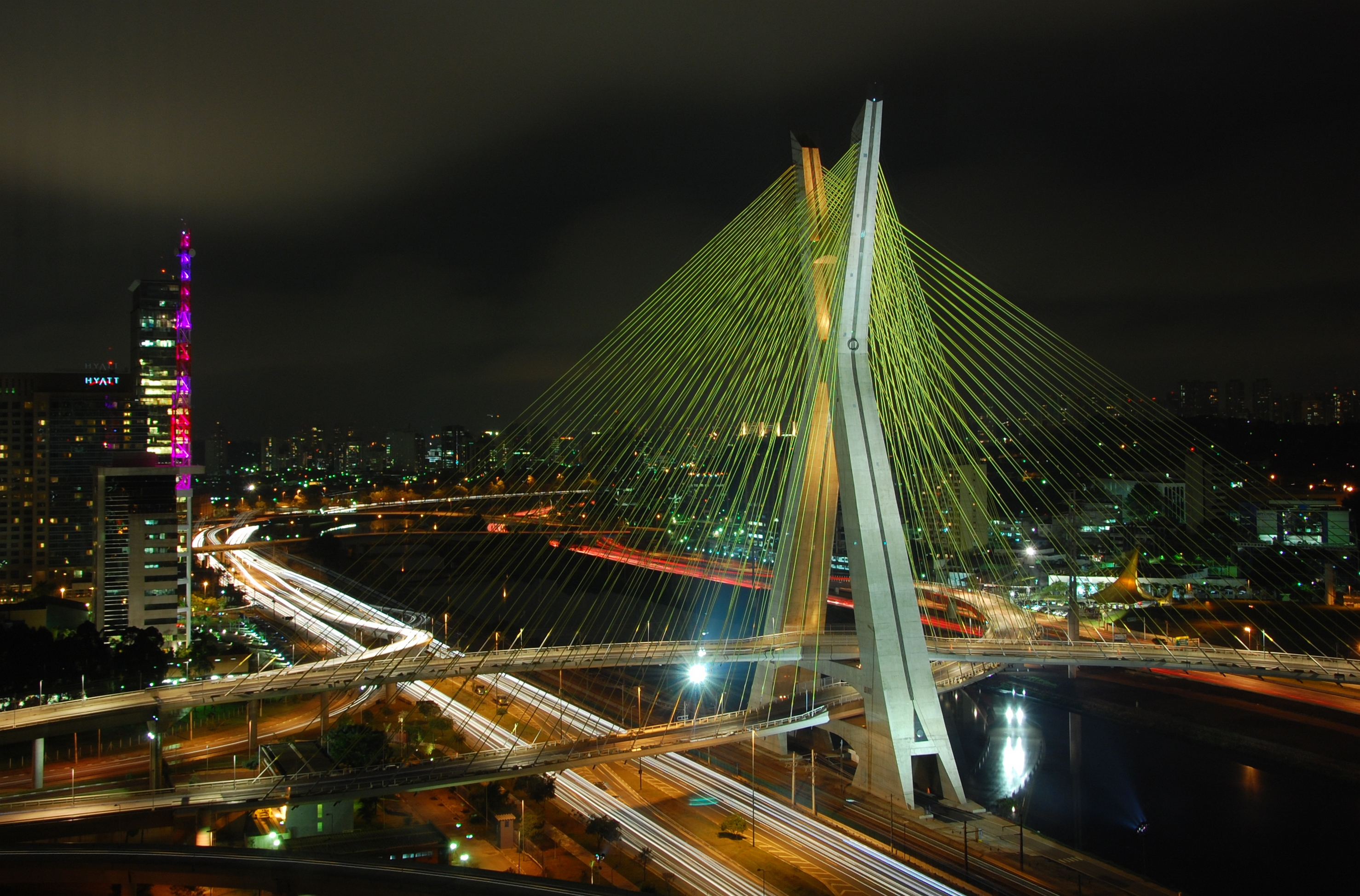
سائوپائولو، بزرگ‌ترین شهر مرکوسور

## اقدامات اخیر مرکوسور
- ایجاد بازار آزاد و حذف تعرفه
- ایجاد یکپارچگی ساختاری در آمریکای جنوبی
- حرکت آزادانه مردم
- سیاست پولی
- سیاست دفاعی

### ایجاد بازار آزاد و حذف تعرفه
ایجاد بازار آزاد و حذف تعرفه بر کالاهای غیر حساس تا سال ۲۰۱۲ و حذف تعرفه کالاهای حساس تا سال ۲۰۱۹.

### ایجاد یکپارچگی ساختاری در آمریکای جنوبی
هدف دیگر مرکوسور ایجاد یکپارچگی ساختاری در آمریکای جنوبی است که از حمایت بانک بین آمریکایی توسعه و شرکت توسعه آند نیز برخوردار است. مرکوسور طرح‌های یکپارچگی ساختاری را با ساخت بزرگراه بین اقیانوسی آغاز کرده‌است. این بزرگراه با هدف مرتبط ساختن کشورهای واقع در سواحل اقیانوس آرام، به ویژه شیلی و پرو با برزیل و آرژانتین در اقیانوس اطلس ساخته می‌شود. اولین بخش این طرح میان پرو و برزیل تا سال ۲۰۰۹ به بهره‌برداری خواهد رسید.

### حرکت آزادانه مردم
شهروندان آمریکای جنوبی برای مسافرت به هر کشور واقع در این منطقه تا سقف نود روز، نیازی به پاسپورت ندارند و تنها باید کارت شناسایی همراه داشته باشند. براساس توافق انجام شده در نوامبر سال ۲۰۰۶، کشورهای آرژانتین، بولیوی، برزیل، شیلی، کلمبیا، اکوادور، گویان، پاراگوئه، پرو، سورینام، اوروگوئه و ونزوئلا اخذ روادید مسافرت توریستی میان یکدیگر را حذف کردند، بدین ترتیب جهانگردان کشورهای یاد شده می‌توانند میان کشورهای خود بدون نیاز به ویزای توریستی مسافرت کنند.

### سیاست پولی
کشورهای بنیان‌گذار مرکوسور بانک آمریکای جنوبی را در دسامبر سال ۲۰۰۷ در بوئنوس ایرس افتتاح کردند. سرمایه بانک آمریکای جنوبی ۷ میلیارد دلار خواهد بود که ونزوئلا ۳ میلیارد دلار و برزیل ۲ میلیارد دلار آن را تأمین خواهند کرد. مقر بانک آمریکای جنوبی در کاراکاس پایتخت ونزوئلا خواهد بود و این بانک دفاتری در بوئنوس ایرس پایتخت آرژانتین و لاپاس پایتخت بولیوی خواهد داشت. بانک جنوب در زمینه طرح‌های توسعه اقتصادی جهت ارتقای رقابت منطقه‌ای و بالابردن سطح توسعه علمی و تکنولوژیکی در کشورهای عضو سرمایه‌گذاری خواهد کرد. در اساسنامه تأسیس این بانک به این نکته اشاره شده‌است که بانک آمریکای جنوبی پروژه‌های اقتصادی را به‌طور با ثبات و با رعایت مساوات ارتقا خواهد داد و اولویت در سرمایه‌گذاری در طرح‌هایی خواهد بود که در فرایند یکپارچگی آمریکای جنوبی تأثیرگذار باشند.

### سیاست دفاعی
دولت‌های ونزوئلا و برزیل پیشنهاد تشکیل شورای دفاعی آمریکای جنوبی را ارائه داده‌اند که بر مبنای سیاست‌های دفاعی آمریکای جنوبی تدوین خواهد شد. شورای دفاعی آمریکای جنوبی در صورت تأسیس به مثابه مکانیسمی برای امنیت آمریکای جنوبی فعالیت خواهد کرد. اکنون اعضای مرکوسور در حال بحث و بررسی امکان تشکیل شورای دفاعی هستند. کلمبیا به دلیل مناقشات سیاسی با اکوادور و ونزوئلا وارد این معاهده دفاعی نشده‌است، با این حال دولت بوگوتا تعهد داده‌است که این پیشنهاد را بررسی و پاسخ خود دربارهٔ عضویت یا عدم عضویت در شورای دفاعی را طی نود روز ارائه کند.

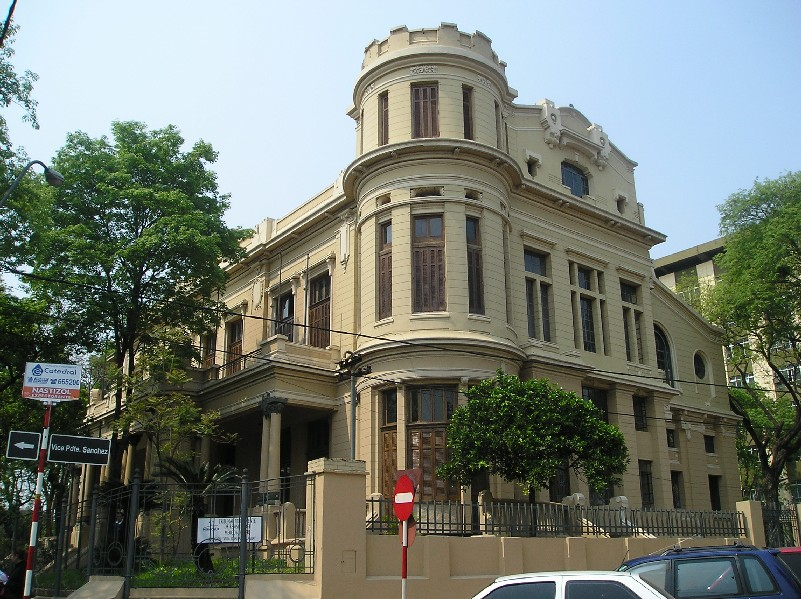
دادگاه مرکوسور در شهر اسونسیون پاراگوئه

## پذیرش اعضای جدید

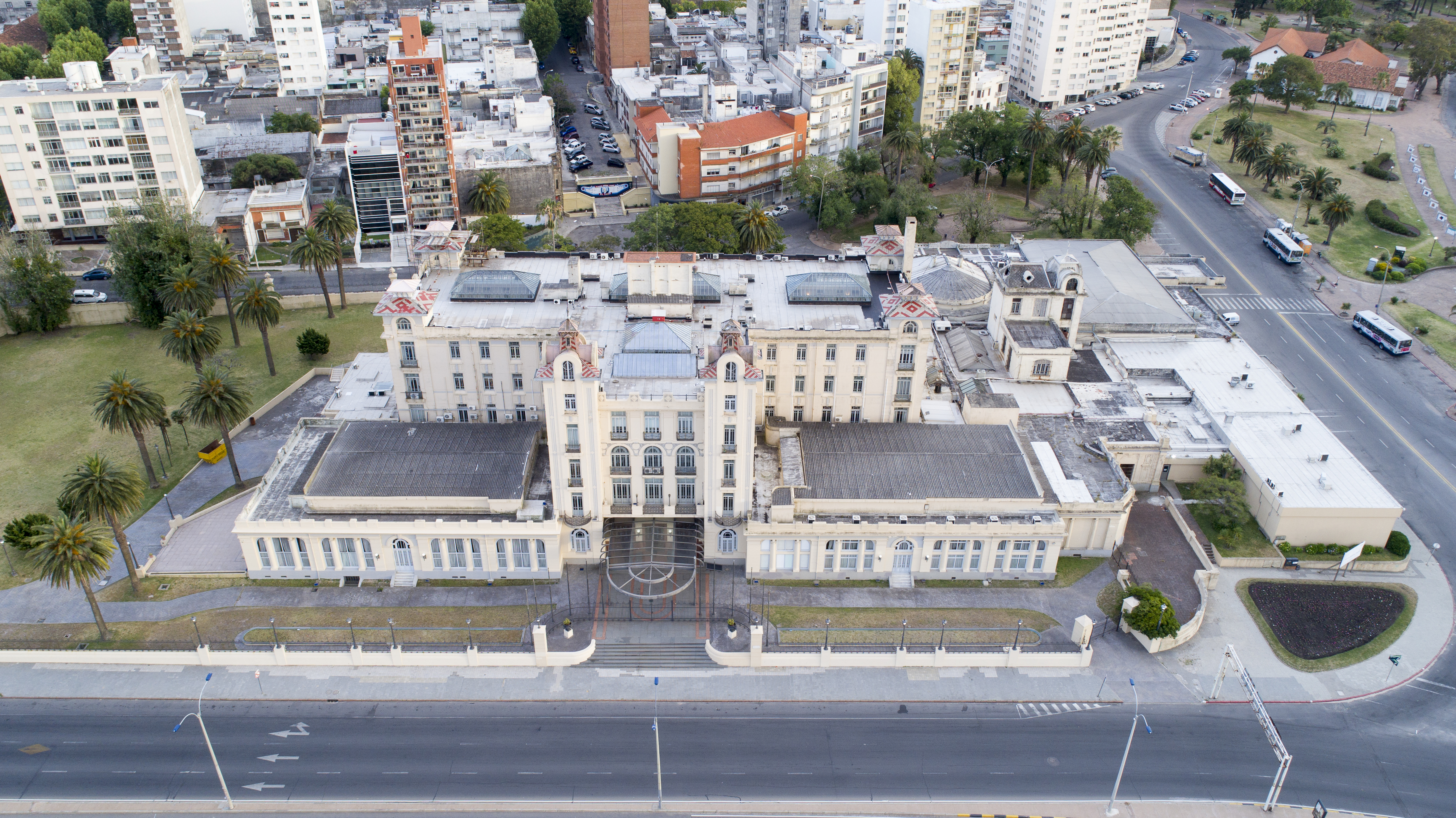
مرتبط

مرکوسور به عنوان یک اتحادیه گمرکی در دهه ۹۰ میلادی آغاز به کار کرد اما از همان آغاز نیز هدف نهایی این اتحادیه دست یابی به همگرایی در زمینه‌های اقتصادی، اجتماعی و در نهایت سیاسی با هدف غایی دست یابی به یک الگوی کامل همگرایی در منطقه آمریکای جنوبی - مانند آنچه در اتحادیه اروپا وجود دارد - بوده‌است. از این روست که این اتحادیه گمرکی از عضویت کشورهای جدید با شرط داشتن شرایط مناسب جهت عضویت استقبال می‌کند. از همین رو در سال ۲۰۰۵ ونزوئلا را به عنوان عضو پنجم پذیرفت. دیگر کشوری که بیش از همه از امکان عضویت دائم آن در مرکوسور سخن به میان می‌آید بولیوی است. این کشور فقیر آمریکای لاتین از منابع معدنی سرشار و در همان حال متنوعی برخوردار است. امری که همسایه بزرگ خود برزیل را به بزرگ‌ترین مدافع عضویت آن تبدیل کرده‌است چرا که برزیل به دلیل رشد بالای اقتصادی خود در سالیان اخیر به مواد معدنی و به ویژه به ذخیره گاز بولیوی جهت برآوردن نیازهای روزافزون خود نیاز دارد. اما در برابر عضویت بولیوی موانع چندی مانند نرخ پایین تعرفه این کشور بر کالاهای خارجی، فقر و نبود زیر ساخت‌های مناسب عضویت در این کشور، وجود دارد. افزون بر آن اوو مورالس رئیس‌جمهور چپ‌گرای این کشور از مرکوسور انتقاد می‌کند و آن را مانند جامعه آند (CAN) در خدمت "منافع بازرگانان و ثروتمندان " می‌داند. رویکردی که باعث دوری بیشتر این کشور از مرکوسور می‌شود. در مقابل مرکوسور می‌تواند با قرار دادن استثناهایی در مورد بولیوی عضویت کامل این کشور را در مرکوسور تسهیل کند که این امر نیز با مخالفت و اعتراض اروگوئه و پاراگوئه که در زمان عضویت از چنین استثناهایی محروم بوده‌اند خواهد شد.
اما از نظر داشتن استانداردها و شرایط عضویت می‌توان بهترین گزینه عضویت را شیلی دانست. کشوری که دارای رشد اقتصادی بالا و رونق در بازرگانی خارجی و روابط گسترده با کشورهای خاور دور است. افزون بر آن این کشور زیر ساخت‌های مناسب جهت عضویت و اقتصادی منطبق بر الگوهای نو لیبرال موجود در جهان را داراست.